# Olivia Newman
Olivia Newman (* Hoboken) je americká režisérka a scenáristka. Je nejvíce známá režírováním filmů First Match (2018) a Kde zpívají raci (2022).

## Život a kariéra
Narodila se v Hobokenu v New Jersey. V roce 1996 absolvovala Hudson School. Získala bakalářský titul z francouzštiny, studovala ženská studia na Vassar College a magisterský obor film na Kolumbijské univerzitě. Její první krátký film Blue-Eyed Mary byl uveden na ženském filmové festivalu Portland Oregon Women's Film Festival v roce 2010.
Jejím celovečerním debutovým filmem bylo drama Firsh Match, kde si hlavní role zahráli Elvire Emanuelle, Yahya Abdul-Mateen II, Colman Domingo a Jharrel Jerome. Film měl premiéru na filmovém festivalu SXSW, poté byl uveden společností Netflix v roce 2018.
V roce 2022 režírovala mysteriózní thriller Kde zpívají raci, adaptaci stejnojmenného románu Delie Owens z roku 2018. Navzdory smíšeným recenzím kritiků bylo přijetí diváky spíše pozitivní a film se následně stal kasovním trhákem a při rozpočtu 24 milionů dolarů vydělal 140 milionů dolarů.

## Filmografie

### Filmy
| Rok  | Titul            | Typ            | Role                   |
| ---- | ---------------- | -------------- | ---------------------- |
| 2009 | Blue-Eyed Mary   | krátkometrážní | režisérka              |
| 2010 | First Match      | krátkometrážní | režisérka, scenáristka |
| 2010 | Storm Up the Sky | krátkometrážní | producentka            |
| 2011 | The Runner       | krátkometrážní | producentka            |
| 2012 | Lucky Duck       | krátkometrážní | producentka            |
| 2018 | First Match      | celovečerní    | režisérka, scenáristka |
| 2022 | Kde zpívají raci | celovečerní    | režisérka              |

### Televize
| Rok  | Titul               | Poznámky                                                            |
| ---- | ------------------- | ------------------------------------------------------------------- |
| 2019 | Chicago Fire        | Epizody „What Will Define You”, „Move a Wall”, „Badlands” a „Mercy” |
| 2020 | FBI                 | Epizoda „Broken Promises”                                           |
| 2023 | Jeho poslední slova | minisérie                                                           |

## Ocenění
| Rok  | Cena                     | Kategorie              | Výsledek  | Ref.   |
| ---- | ------------------------ | ---------------------- | --------- | ------ |
| 2012 | New Jersey Film Festival | Hlavní cena            | vítězství |        |
| 2012 | Aspen Shortsfest         | Cena poroty            | vítězství | [ 10 ] |
| 2018 | SXSW Film Festival       | SXSW Gamechanger Award | vítězství | [ 11 ] |
| 2018 | SXSW Film Festival       | Cena publika           | vítězství | [ 12 ] |